# RuneScape
RuneScape è un videogioco di ruolo online gestito e creato dalla società inglese Jagex. Con più di 260.000.000 account creati, tra cui 6.000.000 membri attivi (di cui 1.000.000 membri paganti), RuneScape nel 2008 è entrato, per il secondo anno consecutivo, nel Guinness World Record come più popolare MMORPG browser gratuito al mondo. Nel 2013 inoltre, si è aggiudicato un altro record per il tempo totale di gioco dei suoi utenti: 443 miliardi di minuti in un anno, pari a circa 36,9 ore per giocatore. Essendo programmato in Java è utilizzabile tramite qualsiasi browser dotato di piattaforma Java.
Il gioco è disponibile in lingua inglese, tedesco, francese e portoghese (brasiliano).

## L'ambientazione
RuneScape è situato nell'immaginario scenario del mondo plasmato dal dio Guthix, Gielinor, all'inizio della Prima Era, ed è composto dai regni di Misthalin, Asgarnia, Kandarin e Morytania, dall'isola tropicale di Karamja, dal deserto di Kharid e dalle Terre Selvagge (Wilderness). Altre zone importanti sono a sud le Feldip Hills, abitate da orchi, a nord la regione detta Troll Country, a ovest le terre degli elfi (Tirannwn), a nord ovest la provincia settentrionale di Fremennik che comprende anche varie isole.
Il continente di Gielinor, pieno di castelli e torri di magia, è ricco di particolari creature di cui si legge nelle fiabe, troll, goblin, draghi, nani, gnomi e altri personaggi fantastici, con cui conversare o combattere. Il periodo temporale è un "Medioevo fantastico", intriso di mostri e magie come ogni fiaba che si rispetti, da vivere in prima persona attraverso il proprio personaggio, che agisce in animazione all'interno di ogni avventura.
Il nome stesso di RuneScape ("salva la runa" o "sfuggi alla runa") dà un quadro di paesaggio nordico (almeno come derivazione, dato che nel gioco troviamo anche giungla e deserti). Infatti per l'incantamento delle "pietre magiche" sono usate (incise sopra le pietre) le "rune", simboli alfabetici/mistici/magici appartenenti alle popolazioni orientali-nordiche e alla tradizione tolkieniana e della fiaba russa di magia.

## La grafica
Fino al 1º luglio 2008, la grafica del gioco era "rètro style", caratterizzata cioè da modelli poligonali essenziali e texture semplici, col risultato di figure stilizzate e a bassa definizione.
La qualità della grafica è rimasta a lungo tale perché RuneScape deve poter essere supportato da un browser java e per lungo tempo la piattaforma non ha permesso una definizione maggiore. Il gioco, dunque, si distingueva rispetto ad altri simili che offrivano, però, una grafica più dettagliata, realistica e talvolta "spettacolare". Ciò ha contribuito, specie nei primi anni, a creare una comunità di giocatori poco interessata alla qualità in sé della grafica e maggiormente ai contenuti distribuiti attraverso vari e frequenti aggiornamenti: imprese (quest), trama, storia del mondo di Gielinor, abilità (skill) e così via. Lo stile "rètro" rendeva inoltre il gioco user friendly, aspetto a cui una parte della comunità è rimasta legata, tanto che la Jagex ha riaperto dapprima la versione Classics (le cui iscrizioni vennero chiuse nell'agosto del 2005), con la grafica originale, e in seguito i server 2007, ovvero server il cui contenuto - anche grafico - è fermo all'agosto del 2007, cioè prima del "salto di qualità" fatto dalla ditta.
Il 1º luglio 2008, infatti, visto il progressivo aumento di potenza dei processori, la Jagex ha reso disponibile un motore grafico completamente nuovo capace di effetti grafici migliori. Questo nuovo motore è capace di creare ombre in movimento, maggiori poligoni, grafica più fluida, acqua "tridimensionale" e altri gradevoli effetti. Di pregevole fattura anche la modellizzazione dei personaggi, aspetto a lungo ignorato da Jagex. I modelli e le texture sono completamente nuovi ed è ora possibile anche giocare in modalità "full screen".
Tale opzione di visualizzazione non sostituisce ma integra le due visualizzazioni presenti, dando possibilità di sceglierla appena prima di giocare.

## Il Tutorial
Una volta registrati, scelto il nome del personaggio e la password, scelto il sesso, l'aspetto e l'abbigliamento, si affronta un breve tutorial di circa 30-45 minuti, in cui si prende confidenza con il gioco. Si impara a combattere, a tirare d'arco, ad usare la magia, a scavare in miniera, a fondere i minerali, a pescare, a cucinare, a tagliare alberi e ad accendere il fuoco.
Terminato il tutorial, cambiato varie volte nel corso del tempo, comincia il gioco vero e proprio. Inizialmente, dopo essere rimasti su un'isola apposita (Tutorial Island), si sbarcava nel mondo di Gielinor, pronti per la partenza; da quando l'isola e questo tipo di tutorial sono stati rimossi, il gioco comincia direttamente in vari luoghi di Gielinor (Lumbridge, in due versioni non più disponibili; Taverley e Burthorpe, in quella attuale).

## I Worlds (i mondi)
Una caratteristica del gioco è la presenza di vari "mondi" o "server", suddivisi in "free" (F2P, Free to Play, gratuiti) e "member" (P2P, Pay to Play, a pagamento).
I mondi sono tutti uguali fra di loro e si può indifferentemente giocare ed agire in un mondo o in un altro (al contrario di altri giochi on-line ove, se si inizia a registrarsi e a giocare in un mondo, si è costretti a essere legati a quello, a meno di non essere disposti a perdere tutto e ricominciare da capo).
Si può quindi giocare e spostarsi da un mondo ad un altro a seconda dell'ispirazione del momento, scegliendo un mondo più o meno affollato; ogni giocatore può decidere se vuole restare da solo, se vuole incontrare molta gente, se avere prestazioni migliori dal gioco accettando il suggerimento della Jagex per essere collegati al server più vicino al proprio paese.
Cambiando mondo (server) ci si ritroverà esattamente nel punto corrispondente del mondo nuovo, e si troverà tutto il paesaggio inalterato, case alberi e png (personaggi non giocanti). Tuttavia con grosse limitazioni. Infatti i giocatori membri possono spostarsi in qualunque mondo desiderino. I giocatori non paganti (free) possono spostarsi solo in altri mondi non a pagamento. Dove troveranno inoltre limitazioni di movimento, in quanto i mondi non a pagamento comprendono solo le zone di Asgarnia, Misthalin, una piccola parte di Karamja e una grande parte del Wilderness. Il resto del mondo di Runescape è riservato ai membri.
Naturalmente, con ogni cambio di mondo si ritroverà inalterato l'ambiente di gioco. Non si troveranno invece inalterati gli eventi occasionali, come le apparizioni di certi fantasmi (i revenant) che una volta si aggiravano nella Wilderness, gli eventi casuali (i random event), al momento rimossi, che davano premi o penalità, e soprattutto gli stessi giocatori.
Esistono inoltre alcuni mondi - o server - "dedicati" a particolari attività, cioè mondi designati dalla stessa Jagex per un particolare "minigame" (ad esempio 20, 25, 44, 92, 93, 98, 107, 110, 119, 128, 140, 146 e 149 per Fist of Guthix) o scelti dagli stessi giocatori come ritrovo.
Ogni giocatore non può stare che in un mondo alla volta, quindi, salvo accordi presi fra giocatori, cambiando mondo automaticamente si cambiano anche compagni di gioco. Di questi ultimi, tuttavia, se presenti nella lista di amici (friend list) del giocatore, resterà visibile accanto al nome il mondo nel quale si trovano. È inoltre possibile raggiungere il mondo di un amico con l'opzione "join" oppure, se si è nel suo stesso mondo, trovare la sua esatta posizione con l'opzione "trail". Non esistono, infine, limitazioni per parlare con giocatori da un server all'altro, nemmeno tra le varie versioni del gioco: RuneScape 2, RuneScape Classics, RuneScape Beta (rimosso), RuneScape Server 07.

## Membership
I mondi "member" sono riservati a chi ha sottoscritto un abbonamento mensile.
Nella modalità a pagamento il gioco è molto più vasto e ampio, e offre molte più possibilità, oggetti, spazio in banca, aree, personaggi, imprese e via dicendo. Si può comunque giocare tranquillamente nei mondi free a lungo, prima di passare al gioco a pagamento; si può anche decidere di non passare mai a quest'ultimo, dato che non ci sono limitazioni temporali ed è comunque possibile raggiungere il massimo livello di combattimento. Ai cosiddetti "giocatori free" (non paganti), inoltre, è offerta l'opportunità di provare per 14 giorni, gratuitamente tramite la "versione trial", tutti i servizi offerti ai membri.
Una volta sottoscritto l'abbonamento, si può (anche occasionalmente) tornare a giocare nei mondi "free", per incontrare qualcuno, per commerciare, per dedicarsi a giochi particolari.
Nei mondi "free" i giocatori membri sono soggetti alle medesime limitazioni dei giocatori free: non potranno attraversare i cancelli che comunicano col resto del mondo, non potranno usare armi, pozioni e magie riservate ai membri e in generale non potranno usare o indossare i propri oggetti se si tratta di quelli riservati ai membri.

## Lo svolgimento
Scopo del gioco è naturalmente crescere in tutte le varie "skill", ossia le varie caratteristiche del personaggio, e risolvere le varie "quest" che ci vengono pian piano proposte dai vari personaggi che si incontrano nel gioco.
Un altro obiettivo, come è logico, è quello anche di accumulare soldi, per poter comprare anche armature molto preziose o particolari, oppure per indossare oggetti importanti e fondamentali per il gioco, o anche solo come status symbol.
Le skill/abilità/arti per i giocatori non paganti sono: attacco, difesa, forza, costituzione, preghiera, magia, tiro con l'arco, estrazione mineraria, metallurgia, taglialegna, piromania, pesca, cucina, artigianato, esplorazione e runecreazione.
Le altre (per i membri paganti) sono: agilità, furto, falegnameria, erboristeria, agricoltura, costruzione, caccia, evocazione, divinazione e invenzione. Le abilità per i membri paganti possono essere portate dai membri non paganti fino al livello 5.
RuneScape è popolato, oltre che dai giocatori, da decine di tipi di mostri e personaggi controllati dai server, con cui i giocatori devono interagire. Per fare questo è necessario esplorare tutto RuneScape, risolvendo le "quest" e spostandosi con le modalità permesse dal gioco: camminando, correndo, tramite mezzi di trasporto, o tramite il teletrasporto.
Oltre che nelle specifiche "skill" ogni personaggio può decidere la sua strada e aumentare di livello in diversi tipi di combattimento:
nel corpo a corpo (anche aumentando specificamente, o principalmente, solo difesa, attacco o forza), nel tiro con l'arco, nella magia.
Ogni tipo di attacco è però potenzialmente vincente contro un altro, più precisamente (in quello che è detto il "triangolo" delle forze, ideato da jagex per bilanciare la potenza dei guerrieri):
corpo a corpo (melée) vince contro il tiro con l'arco - il tiro con l'arco vince contro la magia - la magia vince contro il corpo a corpo.

## Il Wilderness
Il Wilderness (la "zona selvaggia") si trova a nord di Asgarnia e di Mishtalin.
Qui è possibile combattere, oltre che con i mostri previsti dal gioco, anche contro altri giocatori (PvP), accorsi in zona allo stesso scopo.
Nell'ottobre 2008 la Jagex ha creato anche dei mondi interamente PvP, dove in qualsiasi zona della mappa (non solo il Wilderness) si possono attaccare gli altri giocatori, ucciderli e ottenere non più tutti i loro oggetti come una volta, ma un drop generato direttamente dal gioco in proporzione agli oggetti posseduti dall'avversario e al modo nel quale è stato ucciso, nonché alla fortuna (un po' come i drop dei normali mostri).
Sono stati inoltre aggiunti dei drop "speciali", come oggetti che modificano le stats o armi molto potenti ma di breve durata.
Questa forma di drop è stata adottata per contrastare il Real world trading. Nel 14 gennaio 2011 fu introdotto di nuovo sia il libero commercio che il Wilderness tradizionale dopo un referendum.

## Il commercio
RuneScape permette anche di commerciare con altri giocatori.
Il commercio può avvenire "da persona a persona" nelle varie banche, strillando (scrivendo) la propria offerta/richiesta fino a trovare un acquirente/venditore che accetta lo scambio ma può avvenire molto lentamente.
Il più veloce metodo è il "Grande Mercato Generale" (cd Grand Exchange, GE), ed avviene depositando nel GE i propri beni e impostando la propria offerta di vendita (oppure depositando il denaro per una offerta di acquisto); i beni sono a disposizione per l'acquisto da parte di chiunque in qualunque mondo. Un avviso ci dirà quando abbiamo venduto (o acquistato) e ci fornirà i beni richiesti (o il loro controvalore) senza alcuno scambio diretto e personale con altri giocatori.

## I server

Mappa dei server di RuneScape

I server di RuneScape sono collocati in quindici paesi: Stati Uniti d'America, Canada, Regno Unito, Paesi Bassi, Australia, Finlandia, Svezia, Belgio, Messico, Brasile, Irlanda, Danimarca, Nuova Zelanda, Francia e India.
Nella pagina iniziale del gioco viene data la possibilità di scegliere fra i vari mondi, quindi fra i vari server.
Alcuni dicono che collegandosi ai server geograficamente più vicini si ottiene una qualità migliore di gioco, poche sfalsature e maggiore velocità. La cosa è del tutto indimostrata. Infatti il collegamento sembra in grado di garantire una trasmissione uniforme sia delle immagini sia del movimento.
Eventuali malfunzionamenti possono pacificamente discendere da un malfunzionamento occasionale di un particolare server, da un malfunzionamento della linea internet o del pc stesso del giocatore. Le possibili lievi differenze dovute alla distanza (ammesso e non concesso che esistano) sono ampiamente soverchiate dai possibili malfunzionamenti dei singoli elementi detti.
In linea generale la scelta del mondo in cui giocare è determinata da altre considerazioni, e principalmente dalla attività che si vuole svolgere o dalla frequentazione dello specifico server.